# Fotbal Club Oțelul Galați 2010-2011
Questa voce raccoglie le informazioni riguardanti il Fotbal Club Oțelul Galați nelle competizioni ufficiali della stagione 2010-2011.

## Rosa
Fonte:
| N. |                                 | Ruolo | Calciatore            |
| -- | ------------------------------- | ----- | --------------------- |
|    | Romania (bandiera)              | P     | Gabriel Abraham       |
|    | Romania (bandiera)              | P     | Cristian Brăneț       |
|    | Serbia (bandiera)               | P     | Branko Grahovac       |
|    | Romania (bandiera)              | D     | Samoel Cojoc          |
|    | Romania (bandiera)              | D     | Sergiu Costin         |
|    | Romania (bandiera)              | D     | Constantin Mișelăricu |
|    | Serbia (bandiera)               | D     | Milan Perendija       |
|    | Romania (bandiera)              | D     | Laurențiu Petean      |
|    | Romania (bandiera)              | D     | Cornel Râpă           |
|    | Romania (bandiera)              | D     | Adrian Sălăgeanu      |
|    | Bosnia ed Erzegovina (bandiera) | D     | Enes Sipović          |
|    | Romania (bandiera)              | D     | Cristian Sârghi       |
|    | Romania (bandiera)              | C     | Liviu Antal           |
|    | Romania (bandiera)              | C     | Laurențiu Buș         |

| N. |                      | Ruolo | Calciatore          |
| -- | -------------------- | ----- | ------------------- |
|    | Romania (bandiera)   | C     | Ioan Filip          |
|    | Romania (bandiera)   | C     | Alin Florut         |
|    | Romania (bandiera)   | C     | Gabriel Giurgiu     |
|    | Romania (bandiera)   | C     | Silviu Ilie         |
|    | Romania (bandiera)   | C     | Laurențiu Iorga     |
|    | Romania (bandiera)   | C     | Ciprian Milea       |
|    | Romania (bandiera)   | C     | Ionuț Neagu         |
|    | Romania (bandiera)   | C     | Răzvan Ochiroșii    |
|    | Romania (bandiera)   | C     | Gabriel Paraschiv   |
|    | Argentina (bandiera) | C     | Gabriel Viglianti   |
|    | Romania (bandiera)   | A     | Csaba Borbely       |
|    | Nigeria (bandiera)   | A     | John Ike Ibeh       |
|    | Romania (bandiera)   | A     | Marius Pena         |
|    | Serbia (bandiera)    | A     | Bratislav Punoševac |